# Give I Strength
 (janvier 2018).
Albums de Garnett Silk
Journey
(1998) The Definitive Collection
(2000)
Give I Strength est un album du chanteur jamaïcain de reggae Garnett Silk, paru à titre posthume en 1999.
Les morceaux composant cet album ont été remixés et une vraie section rythmique remplace les programmations originales[réf. nécessaire].

## Liste des titres
| Édition standard originale vinyle LP | Édition standard originale vinyle LP | Édition standard originale vinyle LP | Édition standard originale vinyle LP | Édition standard originale vinyle LP | Édition standard originale vinyle LP | Édition standard originale vinyle LP | Édition standard originale vinyle LP | Édition standard originale vinyle LP | Édition standard originale vinyle LP |
| No                                   | Titre                                | Durée                                |                                      |                                      |                                      |                                      |                                      |                                      |                                      |
| ------------------------------------ | ------------------------------------ | ------------------------------------ | ------------------------------------ | ------------------------------------ | ------------------------------------ | ------------------------------------ | ------------------------------------ | ------------------------------------ | ------------------------------------ |
|                                      | 'Face A'                             |                                      |                                      |                                      |                                      |                                      |                                      |                                      |                                      |
| A1.                                  | Kingly Character                     | 3:34                                 |                                      |                                      |                                      |                                      |                                      |                                      |                                      |
| A2.                                  | Judge Not                            | 3:48                                 |                                      |                                      |                                      |                                      |                                      |                                      |                                      |
| A3.                                  | Rejoice in his Name                  | 3:57                                 |                                      |                                      |                                      |                                      |                                      |                                      |                                      |
| A4.                                  | Splashing Dashing                    | 4:05                                 |                                      |                                      |                                      |                                      |                                      |                                      |                                      |
| A5.                                  | The Rod                              | 4:00                                 |                                      |                                      |                                      |                                      |                                      |                                      |                                      |
| A6.                                  | I Not For Sale                       | 3:45                                 |                                      |                                      |                                      |                                      |                                      |                                      |                                      |
|                                      | 'Face B'                             |                                      |                                      |                                      |                                      |                                      |                                      |                                      |                                      |
| B1.                                  | Complain                             | 3:51                                 |                                      |                                      |                                      |                                      |                                      |                                      |                                      |
| B2.                                  | One of a Kind                        | 3:47                                 |                                      |                                      |                                      |                                      |                                      |                                      |                                      |
| B3.                                  | Give I Strength                      | 3:44                                 |                                      |                                      |                                      |                                      |                                      |                                      |                                      |
| B4.                                  | Don't Test                           | 3:54                                 |                                      |                                      |                                      |                                      |                                      |                                      |                                      |
| B5.                                  | Say You Don't Love Me                | 3:49                                 |                                      |                                      |                                      |                                      |                                      |                                      |                                      |
| B6.                                  | All Alone                            | 3:50                                 |                                      |                                      |                                      |                                      |                                      |                                      |                                      |
| 44:23                                |                                      |                                      |                                      |                                      |                                      |                                      |                                      |                                      |                                      |

| Titres supplémentaires - Édition CD (Brickwall Records, 1999) | Titres supplémentaires - Édition CD (Brickwall Records, 1999) | Titres supplémentaires - Édition CD (Brickwall Records, 1999) | Titres supplémentaires - Édition CD (Brickwall Records, 1999) | Titres supplémentaires - Édition CD (Brickwall Records, 1999) | Titres supplémentaires - Édition CD (Brickwall Records, 1999) | Titres supplémentaires - Édition CD (Brickwall Records, 1999) | Titres supplémentaires - Édition CD (Brickwall Records, 1999) | Titres supplémentaires - Édition CD (Brickwall Records, 1999) | Titres supplémentaires - Édition CD (Brickwall Records, 1999) |
| No                                                            | Titre                                                         | Durée                                                         |                                                               |                                                               |                                                               |                                                               |                                                               |                                                               |                                                               |
| ------------------------------------------------------------- | ------------------------------------------------------------- | ------------------------------------------------------------- | ------------------------------------------------------------- | ------------------------------------------------------------- | ------------------------------------------------------------- | ------------------------------------------------------------- | ------------------------------------------------------------- | ------------------------------------------------------------- | ------------------------------------------------------------- |
| 13.                                                           | Hold On                                                       | 3:46                                                          |                                                               |                                                               |                                                               |                                                               |                                                               |                                                               |                                                               |
| 14.                                                           | Every Knee Shall Bow                                          | 3:08                                                          |                                                               |                                                               |                                                               |                                                               |                                                               |                                                               |                                                               |
| 15.                                                           | Like a Mother to Me                                           | 3:47                                                          |                                                               |                                                               |                                                               |                                                               |                                                               |                                                               |                                                               |
| 16.                                                           | Silk Chant                                                    | 3:51                                                          |                                                               |                                                               |                                                               |                                                               |                                                               |                                                               |                                                               |
| 58:55                                                         |                                                               |                                                               |                                                               |                                                               |                                                               |                                                               |                                                               |                                                               |                                                               |

## Crédits
| - Garnett Silk : chant - Danny Browne : guitare, chœurs - Brian et Tony Gold : chœurs - Danny "Bassie" : basse - Melbourne George Miller, Teetimus : batterie - Bo-Pee Bowen, Ernie Wilks : guitares - Paul Crossdale : claviers - Dean Fraser : saxophone | - Production, arrangements : Bobby "Digital" Dixon - Ingénierie : Arthur Simms, Bobby "Digital" Dixon, Michael "Prento" Nugent, Sheldon Stewart - Mastering : Joel Chin |